# جوش غروبان
جوشوا وينسلو «جوش» غروبان (بالإنجليزية: Joshua Winslow Groban)‏ (مواليد 27 فبراير، 1981)٬ هو مغني وكاتب أغاني وممثل أميركي. أول 4 ألبومات منفردة له تم اعتمادها كمتعددة البلاتين في الولايات المتحدة. بلغت مبيعات ألبوماته 22.3 مليون نسخة في الولايات المتحدة. باع غروبان أكثر من 25 مليون البوم عالميا حتى اليوم.
تَرشحت أغنية Believe لجائزة الأوسكار عام 2005 حصل على جائزة غرامي عام 2005.

## النشأة والتعليم
ولد غروبان في لوس أنجلوس لأم مدرسة وأب رجل أعمال. والده من أصل يهودي روسي؛ وجدود أمه النرويجيين الأميركيين كانوا من منطقة توتين النرويجية. نشأ غروبان في أسقفية [بحاجة لمصدر] كريس، شقيقه الأصغر بأربع سنوات، ويشترك معه في عيد ميلاده.
غنى غروبان لأول مرة في الصف السابع. حضر أكاديمية بريدج، حيث كان يسمح له باتخاذ الصفوف العادية 9 حتي 1، وحضور دروس المسرح في فترة ما بعد الظهر. ذهب غروبان لحضور المدرسة العليا للفنون بلوس انجليس قسم مسرح، وتخرج في عام 1999. وحضر كذلك مركز إنترلوشين للفنون في ولاية ميشيغان، وتخصص في المسرح والموسيقى، وبدأ في تلقي دروس في الغناء. وكان في جامعة كارنيغي ميلون، ينوي دراسة الدراما، لكنه غادر بعد أربعة أشهر من الفصل الدراسي الأول.

## المشوار المهني

### الحياة المهنية المبكرة
في أواخر عام 1998، عرض مدرب غروبان ذو ال17 سنة على المنتج دافيد فوستر الحائز على جائزة غرامي عمل غروبان لفوستر كمغني بروفة على سلسلة من الأحداث البارزة، بما في ذلك توزيع جوائز غرامي 1999 حيث—كان بديل أندريا بوتشيلي، وغنى أغنية «ذا براير» مع سيلين ديون—وغنى في الاحتفال بغراي ديفيس حاكم كاليفورنيا. في يناير 1999
عرض على غروبان عقد تسجيل في تسجيلات وارنر بروس. وقال فوستر: "أنا أحب قدرته الطبيعية في الساحة البوب والروك، ولكن أنا أحب احساسه الكلاسيكي أكثر. انه قوة حقيقية موسيقية لا يستهان بها. تحت تأثير فوستر، ركز أول ألبوم لغروبان على كلاسيكيات مثل "جيرا كون لي" و"ألا لوس ديل سول".
أدى غروبان «ذير فور مي» مع سارة برايتمان، وظهر علي غلاف ألبومها «لا لونا». وسجلت «فور ألويز» مع لارا فابيان على الموسيقى التصويرية لفيلم أيه أي: الذكاء الاصطناعي (2001). ظهر غروبان في تنفيذ العديد من المنافع، بما في ذلك: «الأميركي اندريه اغاسي البطولات الأربع الكبرى للحصول على الأطفال»، والغناء جنبا إلى جنب مع إلتون جون وستيفي ووندر، دون هنلي، وروبن وليامز، «محمد علي مكافحة يلة مؤسسة» التي كرمت مايكل جي فوكس وغيرها، و«احتفال عائلي» (2001)، الذي شارك في استضافته الرئيس الاميركي بيل كلينتون وزوجته هيلاري رودهام كلينتون، وديفيد كيلي E. وزوجته، ميشيل فايفر، ومايكل ميلكن للCapCure الحدث، الذي جمع الأموال للسرطان بحث. ديفيد أي كيلي، مبتكر المسلسل التلفزيوني ألي مكبيل، ابتكر  شخصية، مالكولم وايت، لغروبان في الموسم النهائي الذي بث في مايو 2001. وكانت شخصية مالكولم وايت مشهورة جدا، مع 8,000 رسالة بريد إلكتروني من المشجعين،  الذين طلبوا من غروبان العودة للموسم المقبل ليكمل دوره ويؤدي أغنية «تو وير يو أر».
صدر ألبومه الذي يحمل نفس اسمه جوش غروبان (ألبوم) في 20 نوفمبر، 2001. على مدى العام التالي، فقد ارتفع من الذهب والبلاتين المزدوج.
في 24 فبراير، 2002، أدى غروبان «ذا براير» مع شارلوت تشارج في مراسم اختتام دورة الألعاب الأولمبية الشتوية في سولت لايك سيتي، وبحلول تشرين الثاني، كان له برنامج تلفزيوني خاص بها، وجوش غروبان في الحفلة (2002). في ديسمبر 2002، الذي كان يقوم به «إلى حيث أنت» وغنت «الصلاة» في دويتو مع سيسيل Kyrkjebø في حفل جائزة نوبل للسلام في أوسلو، النرويج. التحق Corrs، رونان كيتينغ وستينغ، ليونيل ريتشي، وغيرهم لأداء عيد الميلاد في الفاتيكان في روما، إيطاليا. في عام 2003، Groban يؤدونها في الحفلة ديفيد فوستر ليوم الطفل العالمي، والغناء «والصلاة» مع سيلين ديون وأغنية النهاية «، ليسوا هم كل أطفالنا؟» بما في ذلك مع فنانين يولاندا ادامز، ونيك كارتر، انريكى اجليسياس، وسيلين ديون.

### السنوات الأخيرة

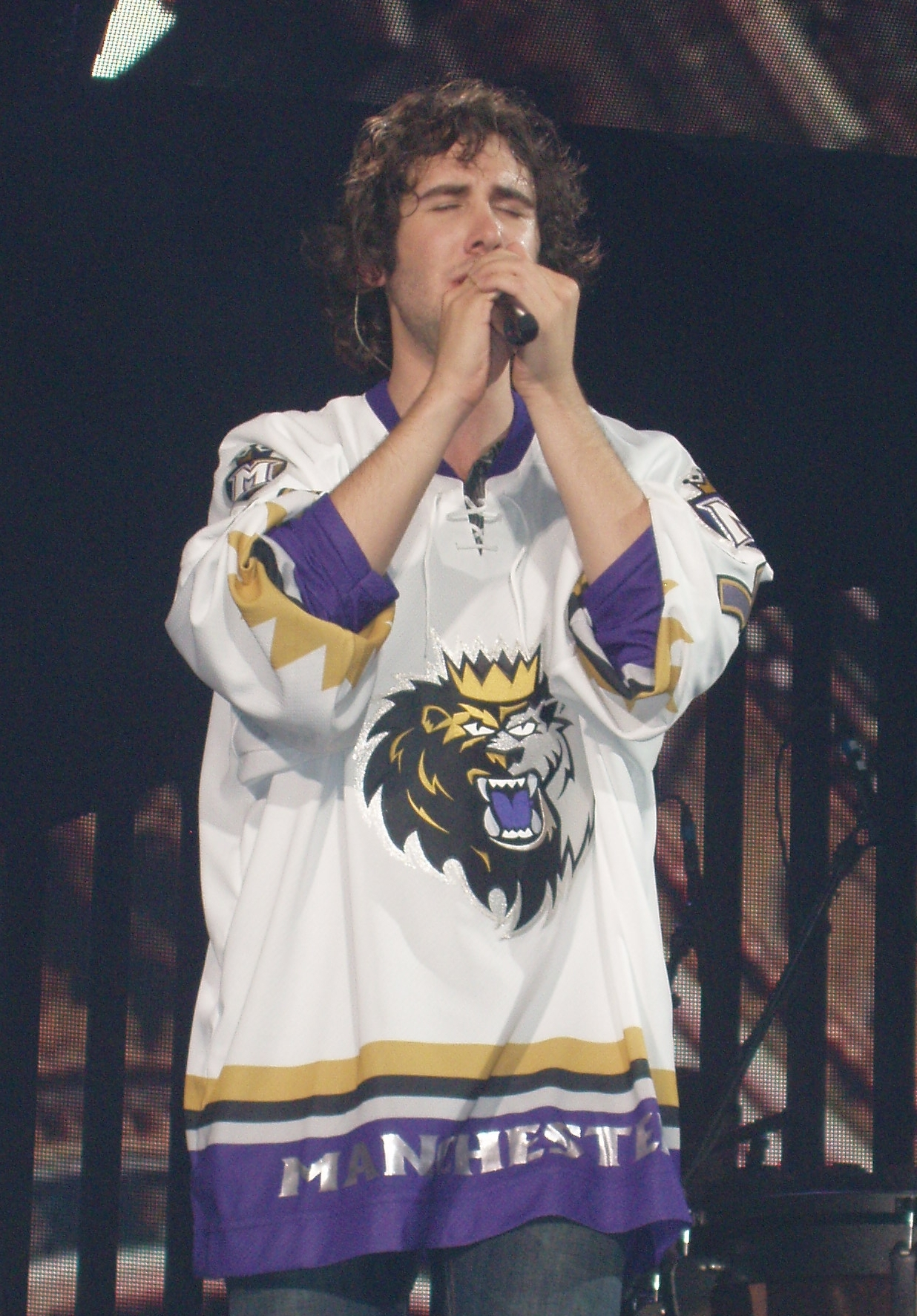
Groban في حفل موسيقي في فيريزون وايرلس ارينا في مدينة مانشستر، نيو هامبشاير.

أنتج وكتب الألبوم الثاني لغروبان كلوسر، فوستر، وصدر في 11 نوفمبر، 2003. قال غروبان انه يعتقد ان هذا الالبوم الثاني هو انعكاس أفضل له، وسيكون جمهوره قادرا على الحصول على فكرة أفضل عن شخصيته بالاستماع إليه. وقال "ماذا يعرف معظم الناس عني، فهم يعرفوني من خلال موسيقاي. هذه المرة، وأنا حاولت أن تفتح الباب على أوسع نطاق ممكن. هذه الأغاني هي خطوة عملاقة أقرب إلى الذين أنا حقا أشعر وبلادي ما هو كل شيء عن الموسيقى. وبالتالي على اللقب.
بعد شهرين من صدور كلوسر ارتفع على بيلبورد من رقم 11 إلى رقم واحد. له تغطية براين كنيدي «يجب رفع لي حتى» أصبحت شعبية جدا على الخرائط المعاصرة الكبار. Groban أيضا أداء أغنية «تذكر» (مع تانيا Tzarovska) على الصوت تروي، «صدق» على الصوت الذي عرض عام 2004 على الرسوم المتحركة و«القطار القطبي»، وغطاء لينكين بارك 'ق«بلادي ديسمبر».
في صيف عام 2004، عاد غروبان إلى Interlochen، يؤدون ومناقشة تجارب له في وقت سابق مع السكان المحليين والمعسكر. في 30 نوفمبر 2004، والثانية له دي في دي العيش، ويعيش في اليونان وأطلق سراحه، وانما هو أيضا يظهر على شكل الأداء العظمى خاصة في برنامج تلفزيوني. أيضا في عام 2004، Groban أداء «تذكروا عندما أمطرت،» المدعوم من أوركسترا كاملة، على جوائز الموسيقى الأمريكية، حيث رشح لمفضلة ذكر الفنان في فئة البوب. Groban وتسجيلاته كانت رشحت لأكثر من عشر جوائز في عام 2004، بما في ذلك جائزة الموسيقى الأمريكية، جائزة الموسيقى العالمية، جائزة الأوسكار، وجائزة غرامي.
وقد ظهر غروبان على أوبرا وينفري شو، وايلين ديجينيرز، جاي لينو، لاري كينغ لايف، وإظهار روزي أودونيل، 20/20، وعرض اليوم، ميسي عيد الشكر، سوبر بول الثامن والثلاثين، في عالم والت ديزني مسيرة يوم عيد الميلاد، وروكفلر شجرة إضاءة.
خلال الأسبوع الأول من سبتمبر 2006، أصدرت أغنية لغروبان بعنوان "أنت محبوبة (لا نستسلم)" حصريا على أمريكا أون لاين. وصدر ألبومه الثالث أواك رسميا في 7 نوفمبر، 2006. جوش Groban يؤديها «أنت محبوب (لا نستسلم)» فضلا عن اثنين من المسارات الأخرى من أواك في الدورة تسجيل له للعيش من آبي رود في دير طريق الاستوديوهات في 26 تشرين الأول، 2006. حول هذا الألبوم، وGroban كما تعاونت مع الموسيقار البريطاني وكاتب الأغاني ايموجين كومة، على واحدة «الآن أو أبدا». الذي كان يقوم به مسارين مع فريق جنوب أفريقيا Ladysmith بلاك مامبازو، «تهويدة» و«يبكي». Groban 's«استيقظ» وجولة في العالم وزار 71 مدينة بين فبراير وأغسطس 2007، وسافر إلى مزيد من أستراليا والفلبين مع اني Misalucha بصفته ضيفا خاصا في تشرين الأول 2007. الذي كان يقوم به ثنائي مع باربرا سترايساند («كل ما أعرفه عن الحب») مع وميري ماتيو («على مدى قوس قزح»). Groban قد أعربت عن رغبتها في القيام في برودواي.
في يونيو 2007، سجل غروبان البوما عيد الميلاد في لندن مع أوركسترا لندن السيمفونية ومغدلن جوقة كلية، والذي ناقش على دي في دي من «وقد جعل من نويل». أفرج عنه في 9 تشرين الأول، 2007 وتحت عنوان Noël. الألبوم نجاحا كبيرا في الولايات المتحدة العديد من تحطيم الأرقام القياسية لألبوم عيد الميلاد، فضلا عن أن يصبح أفضل ألبوم بيع من عام 2007 فقط في الأسبوع العاشر من الإفراج عنه، في المبيعات من 3.6 مليون.
14 أبريل 2007، انضم غروبان إلى إدينا مينزل لتسجيل برنامج تلفزيوني عازلة الصوت. في اليوم التالي، اجرى له تسجيل خاصة بها لنفسه في برنامج تلفزيوني المسلسل التلفزيوني في مركز لينكولن 'ق روز هول في موسيقى الجاز في مدينة نيويورك.
رشح غروبان لعام 2008 جائزة جونو الدولية لألبوم السنة لNoël. بالتعاون مع أسطورة تشانسون الفرنسي شارل أزنافور، واثنان منهم مسجل أزنافور التوقيع على لوس انجليس لبوهيم أغنية دويتو باللغتين الإنكليزية والفرنسية. ومن المقرر ان يتم الإفراج عن أزنافور الألبوم القادم، بعنوان الثنائيون.
في 1 يوليو 2007 أدى غروبان مع سارة برايتمان حفلة موسيقية لديانا في استاد ويمبلي، بل كانت تبث لأكثر من 500 مليون منزل في 140 بلدا.
23 أغسطس 2007، أدى غروبان «قمت برفع لي حتى» في الحلقة 14 من اظهار المواهب آخر جوقة الدائمة.
10 فبراير 2008، ظهر غروبان في جوائز غرامي عام 2008 مع اندريا بوتشيلي في تحية لوتشيانو بافاروتي.
في 15 يوليو 2008 أدى غروبان «ليبارك الله أميركا» خلال فترة تمتد 7th الشوط في 79 لعبة كل النجوم في مدينة نيويورك في استاد يانكي.
29 آب / أغسطس 2008، ظهر غروبان في الحلقة الأخيرة من وشارلوت الكنيسة إظهار لمقابلة قصيرة. وتظهر انتهت كما Groban أغنية «الصلاة» مع المضيفة شارلوت الكنيسة.
21 سبتمبر 2008، أدى غروبان كوميدي مزيج من الأغاني المعروفة موضوع التلفزيون في 60th السنوي لشبكة الزعيم جوائز إيمي.
في ديسمبر 2008، ظهر غروبان في برنامج Never Mind the Buzzcocks الذي كان يقوم به ثنائي مع Only Men Aloud! في عرض رويال فاريتي على البلاديوم لندن للأمير ويلز ودوقة كورنوول. 
يوم الأحد 18 يناير 2009، أدى غروبان جزء من احتفالات تنصيب الرئيس وأداء «بلدي' تيس لاليك» في دويتو مع هيذر هيدلي. 
28 مارس 2009، قام غروبان بأداء دويتو من «جسر فوق مياه مضطربة» مع جوردين سباركس لهذا الحدث الخيري المشاهير مكافحة يلة.
في مارس 2009، غروبان غطت يضرب في وقت متأخر من كيسي تاتوم وشقيقه على تيم واريك عرض ممتاز، رائع!. في 14 سبتمبر، 2009، ظهر غروبان على عرض أوبرا وينفري وفاجأ أحد أفراد الجمهور. بعد ذلك بيومين انه قدم مظهر حجاب على الغبطة.
في عام 2010 بكس بطولة وطنية لعبة، الذي كان يقوم به في ستار بانر لماع يوم 7 يناير، 2010 مع ريد هوت تشيلي بيبرز عازف قيثارة البرغوث، في تاريخية ملعب روز بول في باسادينا بولاية كاليفورنيا.

## تصنيف صوت غروبان
وصف نقاد الموسيقى المختلفين صوت غروبان بطرق مختلفة، حيث أشار البعض إليه باعتباره تينور  وغيرهم باعتباره باريتون. في الأداء، تذهب موسيقى غروبان منخفضة G2 (كما هو الحال في أغنية "إلى أين أنت") وتمتد حتى إلى ما لا يقل عن B4 شقة  أو باء جيم أعلاه أول شقة المتوسطة (كما سمعت في "يو راز مي أب "). هذا وضع صوته أقل من طائفة التينور على حد منخفض، وأقل قليلا من تينور جيم، وبالتالي أعلاه نطاق الباريتون، في نهاية عالية. عام 2002 في مقال نيو يورك تايمز، وصف غروبان نفسه بأنه تينور "في التدريب".

## الأعمال الخيرية

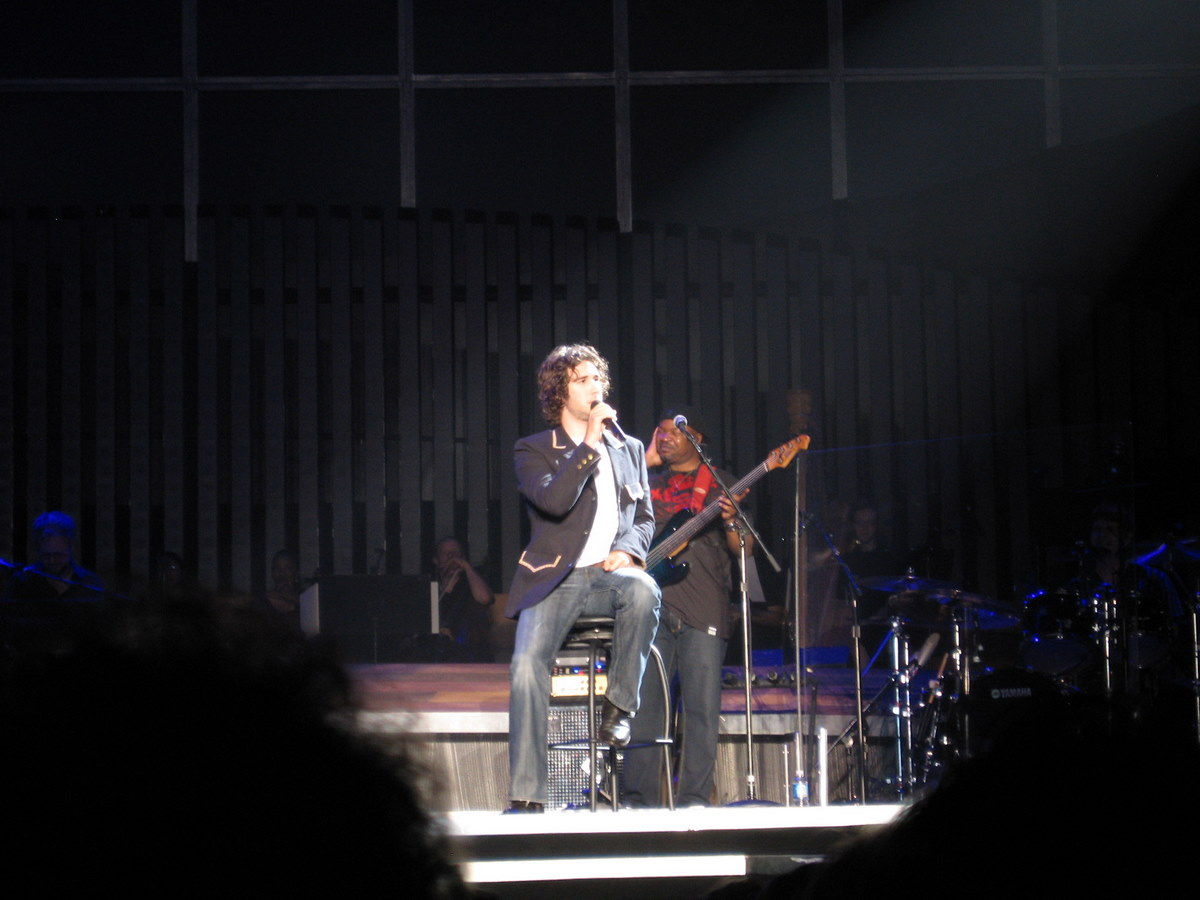
جوش Groban في الحفل في اتلانتيك سيتي في الممر قاعة

بتوجيه من معلمه ديفيد فوستر، تبرع غروبان للعديد من المناسبات الخيرية التي شملت VH1 حفظ الموسيقى (2005)، معونة تسونامي: حفل موسيقي من الأمل (2005) الحفل السنوي لحقول الألغام (2005)، حفل غرامي السنوي الثاني جام (2005)، لايف 8 (2005)، ومؤسسة ذا هيرت غالا (2005)، وديفيد فوستر وأصدقاء الخيرية غالا (2006). أستوحى من زيارة قام بها مع نيلسون مانديلا خلال زيارة قام بها عام 2004 إلى جنوب أفريقيا، وأسس جوش غروبان مؤسسة لمساعدة الأطفال المحتاجين من خلال التعليم والرعاية الصحية والفنون. عين مانديلا غروبان سفيرا الرسمية لمشروع مانديلا 46664، وهي حملة تهدف إلى المساعدة في زيادة الوعي العالمي لفيروس نقص المناعة البشرية / الإيدز في أفريقيا. يوم 25 أبريل، 2007، أدى غروبان مع جوقة الأطفال الأفارقة في أمريكان أيدول حلقة Idol Gives Back".أيضا يوم 2 سبتمبر 2007 تبرع غروبان جوش ب 150,000 دولار لمدارس لشارلوت - مكلنبورغ لتمويل تعليم الموسيقى. في 28 فبراير، 2008 بدا في ون نايت لايف/0} في مركز شركة طيران اير كندا في تورونتو، كندا مع بريان ادامز، سارة مكلوكلين، جن أردن وRyanDan في المساعدات للSunnybrook مستشفى نسخة محفوظة 24 نوفمبر 2007 على موقع واي باك مشين. النساء وأطفالهن البرنامج. تكريما لعيد ميلاده 27th، معجبيه المحددة لجمع 27,000 دولار في مشروع يسمى "ارفع 27". فانتهى بهم الأمر رفع ما مجموعه 44,227 $ لجوش Groban مؤسسة، للاستفادة من سفينة نوح للأطفال أيتام ودعا Siyawela في جنوب أفريقيا. Groban منذ ذلك الحين، أشار إلى هذا التبرع بأنه "أفضل هدية عيد ميلاد من أي وقت مضى".

## التأثيرات والتفاصيل الشخصية
بعض مؤثرات غروبان الموسيقية راديوهيد، ستيف بيري، بول سايمون والمغني ستينغ وبيتر غابرييل، فريدي ميركوري  وبيورك.  كما يستشهد المؤثرات الصوتية «أي شخص تروي قصة مع أغانيهم،» بما في ذلك ماندي Patinkin، كلاوس نومي، جورج هيرن، ولوتشيانو بافاروتي. 
جوش غروبان بتاريخ يناير جونز 2003-06. ولا يزال يقيم في مسقط رأسه في لوس انجلس، كاليفورنيا.

## قائمة الأسطوانات

### ألبومات
| 2001                                         | جوش Groban - صدر: 20 نوفمبر 2001 - التسمية: وارنر بروس الوثائق                                        | 8% | -- | 1. | 6  | 28 | 50 | -- | 8% | -- | 7  | - الولايات المتحدة: 4 × البلاتين - يمكن أن: 4 × البلاتين      |
| 2003                                         | أوثق - صدر: 11 نوفمبر 2003 - التسمية: وارنر بروس الوثائق                                              | 1. | 1. | -- | 2  | 25 | 47 | -- | 38 | -- | 21 | - الولايات المتحدة: 5 × البلاتين - يمكن أن: 4 × البلاتين      |
| 2006                                         | مستيقظا - صدر: 7 نوفمبر 2006 - التسمية: ربريس الوثائق                                                 | 2  | 1. | -- | 1. | 5  | 5  | -- | 25 | -- | 7  | - الولايات المتحدة: 2 × البلاتين - يمكن أن: 2 × البلاتين      |
| 2007.                                        | عيد الميلاد - صدر: 9 أكتوبر 2007 - التسمية: ربريس الوثائق                                             | 1. | 1. | -- | 1. | 33 | 24 | 26 | 26 | 1. | 4  | - الولايات المتحدة: 5 × البلاتين - بول: الذهب - السويد: الذهب |
| 2008                                         | مجموعة (لم يفرج عنه في الولايات المتحدة الأمريكية) - صدر: 1 ديسمبر 2008 - التسمية: وارنر بروس الوثائق | -- | -- | -- | -- | 23 | -- | -- | 11 | -- | 10 |                                                               |
| "--" يدل على فشل الألبوم لرسم أو لم يفرج عنه | |    |    |    |    |    |    |    |    |    |    |                                                               |

### سي دي / دي في دي
- جوش غروبان في حفل موسيقي—2002
- لايف أت ذا جريج—2004
- يصل وثيق مع جوش Groban (عيد الأم الإفراج) -- 2008
- مستيقظا لايف—2008
- ويعرض عازلة الصوت: جوش Groban—سهرة في مدينة نيويورك—2009

### إصدارات الدي في دي مع فنانين آخرين
- سارة برايتمان: لوس انجليس لونا: لايف في حفلة موسيقية (دي في دي) -- 2001—ديو على "هناك بالنسبة لي"
- سحر (شارلوت الكنيسة)—2001—ديو على "والصلاة و«في مكان ما»
- Prelude: The Best of Charlotte Church—2002—ديو حول «الصلاة»
- حفل موسيقي ليوم الطفل العالمي (دي في دي) -- 2002—المنفذ «جيرا كون لي،» «إلى أين أنت»، و«الصلاة» (ثنائي مع سيلين ديون)، و«ليسوا هم كل أبنائنا النشيد» حيث يلقي.

### أغنيات على سي دي أو مع فنانين آخرين
- شارلوت الكنيسة -- السحر—2001 -- «الصلاة» و«مكان ما»
- باربرا كوك -- باربرا كوك في اوبرا متروبوليتان—2006 -- «بينما أنا وليس حول» و«التحرك إلى الامام» يقوم ويعيش في اوبرا متروبوليتان.
- إعصار الإغاثة—معا الآن: «علاء لوس ديل سول» و«دموع في السماء» -- 2005—شارك في الحفل جمع الأموال ومؤتمر نزع السلاح لضحايا الأعاصير عام 2005، بما في ذلك كاترينا وريتا.
- باربرا سترايساند—الثنائيون—2002 -- «كل ما أعرفه من الحب»
- أنجيليك كيدجو -- Djin Djin—2007 -- «لآلئ» (أيضا مع كارلوس سانتانا)
- لحظة كارما: منظمة العفو الدولية والحملة الدولية لإنقاذ دارفور (وتسجيلات كاملة) -- «تخيل»
- ديفيد فوستر -- على أفضل مني—2002 -- «الصلاة» مع شارلوت الكنيسة
- ضرب رجل: ديفيد فوستر وأصدقاء—2008 -- جسر فوق مياه مضطربة (يضم براين ماكنايت)
- شارل أزنافور -- Duos—2008 -- «لا بوهيم» (دويتو)، وسجلت في النسختين الفرنسية والإنكليزية
- بلاسيدو دومينغو -- أموري Infinito—2008 -- «لا توا semplicità» (دويتو)
- كريس بوتي -- لايف في بوسطن—2009 -- «المكسور يتعهدان»
- نيللي فرتادو -- خطة مى—2009 -- "Silêncio"
- جوشوا بيل -- في المنزل مع أصدقاء—2009 -- «سينما باراديزو» [35]

### أبرز العروض
- أداء أغنية «الصلاة» مع شارلوت الكنيسة في دورة الألعاب الأولمبية الشتوية لعام 2002 الحفل الختامي في سولت لايك سيتي بولاية يوتا
- حفلة عيد الميلاد في مدينة الفاتيكان، كانون الأول 2002
- الشطرنج: الفاعلون 'إعانة الصندوق الحفلة—2003
- السوبر بول الثامن والثلاثون—1 فبراير، 2004—المنفذ «قمت برفع لي حتى»
- والآن تأتي معا—إعصار الإغاثة الحفلة—2005
- السلسلة العالمية لعام 2005—تشرين الأول 22، 2005—المنفذ النشيد الوطني
- جوائز الموسيقى الأمريكية—2006—أنجزت «شباط / فبراير الأغنية»
- مركز كينيدي يكرم (تكريم اندرو لويد ويبر)—2006—المنفذ "موسيقى من ليلة" من "شبح الأوبرا"
- ميسي عيد الشكر—2006—أنجزت «شباط / فبراير الأغنية»
- مستيقظا تور—2007
- أمريكان أيدول يعطي العودة —2007—أنجزت «قمت برفع لي حتى» مع والأطفال الأفارقة جوقة
- حفل موسيقي لديانا—1 يوليو، 2007—تقوم «كل أطلب منك» من "شبح الأوبرا" جنبا إلى جنب مع سارة برايتمان
- 50th السنوي لجوائز غرامي—10 فبراير، 2008—أغنية "الصلاة" مع اندريا بوتشيلي
- سيلين ديون: هذا مجرد امرأة في لي—الحفل الخاص شباط / فبراير 15، 2008—أغنية "الصلاة" مع سيلين ديون
- جوائز البريطاني الكلاسيكي 8 مايو 2008—أنجزت «شباط / فبراير الأغنية» و«ابتسامة» من قبل شارلي شابلن
- الشطرنج (الموسيقية) أيار / مايو 12—13، 2008 في رويال البرت هول في لندن لعب دور اناتولي Sergievsky، والروسية
- 46664 (حفلة حية) 27 يونيو 2008 وحفل عيد ميلاد مانديلا 90th في هايد بارك لندن، المنفذ «ماكينة» و«يبكي»
- 2008 دوري البيسبول كل النجوم لعبة—15 يوليو، 2008—المنفذ ليبارك الله أميركا خلال فترة تمتد 7th الشوط في استاد يانكي
- وشارلوت الكنيسة إظهار—28 أغسطس، 2008—المنفذ «الصلاة» مع شارلوت الكنيسة في نهاية تبين لها.
- الوقوف في وجه السرطان الحفل صالح—8 سبتمبر، 2008—بأداء دويتو من «تخيل» مع مونيكا لمانشيني، مع جوشوا بيل على الكمان والبيانو على ديف Grusin وانضمت أيضا إلى بقية الفرقة لانهاء الغناء تظهر «إنني أقف على الحياة»
- 60th شبكة الزعيم جوائز إيمي 21 سبتمبر 2008—المنفذ مزيج من الأغاني الشهيرة موضوع التلفزيون من السنوات ال 60 الأخيرة من المسلسل التلفزيوني.
- We Are One: The Obama Inaugural Celebration at the Lincoln Memorial 18 يناير 2009—المنفذ "بلادي ،' تيس لاليك "مع هيذر هيدلي ومثلي الجنس من الرجال وجوقة من واشنطن العاصمة.
- تيم واريك عرض ممتاز، رائع! -- 30 مارس، 2009 -- «Groban يغني كيسي»—مزيج من كيسي المفضلة، بما في ذلك «السفر عبر الزمن»، «الخيل وركوب عربة»، «(أريد أن ركوب) في تشوو - تشو القطار»، «هامبورغر والهوت دوغ»، و«الشرطة واللصوص».

### الموسيقى التصويرية
- منظمة العفو الدولية -- الذكاء الاصطناعي الأصل السينمائية نقاط—2001—ديو على «دائما للحصول على» (مع لارا فابيان)
- الموسيقى التصويرية للاوقية—2004 -- «تذكرني» مع تانيا Tzarovska
- والقطبية اكسبرس الموسيقى التصويرية—2004 -- «صدق»
- سيدة في الماء (دعابة مقطورة) -- 2006 -- «مي Mancherai (إل بوستينو)»

### التمثيل
- مكبيل الموسم 4 الإطار مجموعة 2 (دي في دي) -- 2002—وفي الحلقة «عرس» جوش يلعب مالكولم وايت وينجز «كنت لا تزال أنت»
- مكبيل الموسم 5 الإطار مجموعة 1 (دي في دي) -- 2003—في حلقة «تسعة واحد واحد» يلعب مالكولم جوش وايت ويؤدي «إلى حيث أنت»
- الغبطة—2009—نفسه في "Acafellas"

## وصلات خارجية
- الموقع الرسمي جوش لغروبان
- جوش غروبان على موقع IMDb (الإنجليزية)
- جوش غروبان على موقع الموسوعة البريطانية (الإنجليزية)
- جوش غروبان على موقع روتن توميتوز (الإنجليزية)
- جوش غروبان على موقع ألو سيني (الفرنسية)
- جوش غروبان على موقع ميوزك برينز (الإنجليزية)
- جوش غروبان على موقع رولينغ ستون (الإنجليزية)
- جوش غروبان على موقع قاعدة بيانات برودواي على الإنترنت (الإنجليزية)
- جوش غروبان على موقع إن إن دي بي (الإنجليزية)
- جوش غروبان على موقع أول ميوزيك (الإنجليزية)
- جوش غروبان على موقع ديسكوغز (الإنجليزية)